# X Offender
X Offender è il singolo di debutto del gruppo new wave statunitense Blondie, pubblicato nel 1976 ed estratto dall'album Blondie.
La canzone è stata scritta da Gary Valentine e Debbie Harry.

## Il brano
Il titolo del brano doveva essere in origine Sex Offender. Il bassista Gary Valentine aveva composto la canzone traendo ispirazione da un diciottenne arrestato per aver avuto un rapporto sessuale con la sua fidanzata ancora minorenne. Debbie Harry cambiò il testo trasformandola in una canzone circa una prostituta attratta sessualmente dal poliziotto che la sta arrestando.
La Private Stock insistette affinché il titolo venisse modificato in X Offender per non causare polemiche e censure. Il singolo venne pubblicato nel giugno 1976 (B-side: In the Sun). Anche se la canzone non entrò in classifica, la Chrysalis notò la band e la mise sotto contratto. In seguito X Offender servì come B-side del singolo Rip Her to Shreds.

## Tracce singolo
US 7" (PS-45.097)
1. X Offender (single version) (Gary Valentine, Deborah Harry) – 3:15
2. In the Sun (single version) (Stein) – 2:38

US 7" Promo (PS-45.097)
1. X Offender (Stereo Version)
2. X Offender (Mono Version)

UK 7" (PVT 105)
1. X Offender (album version) (Harry, Valentine) – 3:13
2. In the Flesh (Harry, Chris Stein) – 2:33